# Philipp Frankfurter
Philipp Frankfurter (* 1450; † 1511) war ein Dichter des 15. Jahrhunderts aus Wien.

## Leben
Er sammelte Schwänke um den Pfarrer von Kalenberg, die er, versehen mit einer gereimten Rahmenerzählung, als Des pfaffen geschicht und histori vom Kalenberg herausgab. Historisches Vorbild soll der Pfarrer Weigand von Theben gewesen sein, der um 1330 in Kahlenbergerdorf bei Wien wirkte. Handschriften des Werkes sind nicht erhalten, der erste Druck erschien um 1480 in Augsburg. Es wurde bis ins 17. Jahrhundert hinein mehrfach neu gedruckt (z. B. bei Johann Hartmann) und auch ins Niederdeutsche, Niederländische und Englische übersetzt. Der Pfarrer von Kalenberg findet sich sowohl in Sebastian Brants Narrenschiff als auch im Volksbuch von Till Eulenspiegel wieder. Anastasius Grün veröffentlichte 1850 das Versepos Der Pfaff vom Kahlenberg.